# Joe Ward (cestista)
Joseph Nathan Ward, detto Joe (Barnesville, 21 gennaio 1963), è un ex cestista statunitense, professionista in Spagna.

## Carriera
Venne selezionato dai Phoenix Suns al secondo giro del Draft NBA 1986 (31ª scelta assoluta).

## Palmarès
- All-CBA Second Team (1991)